# Un roi sans divertissement (film, 1963)
Pour plus de détails, voir Fiche technique et Distribution.
Un roi sans divertissement est un film français réalisé par François Leterrier, sorti en 1963. Il est adapté du roman homonyme de Jean Giono, qui signe lui-même l'adaptation et produit le film.

## Synopsis
En 1840, sur le plateau enneigé du Trièves, le capitaine de gendarmerie Langlois vient en plein hiver enquêter sur la disparition d'une jeune fille du village. Il tente de s'identifier à l'assassin afin de comprendre son comportement.
L'assassin est « monsieur V*** », ce qui signifie « monsieur Voisin » : le tueur est quelqu'un de très quelconque, ce peut être votre voisin tout à fait banal qui vous dit bonjour tous les jours.

## Fiche technique
- Titre : Un roi sans divertissement
- Réalisation : François Leterrier
- Assistants-réalisateurs : 1) Enrico Isacco / 2) Daniel Szuster
- Scénario et dialogues : Jean Giono, d'après son roman Un roi sans divertissement[1]
- Société de production : Les Films Jean Giono
- Productrice déléguée : Andrée Debar
- Directeur de production : Maurice Urbain
- Musique composée et dirigée par Maurice Jarre
- Chanson Pourquoi faut-il que les hommes s'ennuient, écrite et interprétée par Jacques Brel
- Photographie : Jean Badal
- Montage : Françoise Javet, assistée de Nicole Gauduchon
- Son : Jacques Bompunt
- Décors : Philippe Ancellin
- Distribution : Gaumont
- Tournages extérieurs : Les Hermaux (département de la Lozère)
- Pays d'origine :  France
- Format : Couleurs  Eastmancolor- 2,35:1 (Franscope) - Mono - 35 mm
- Genre : Policier, drame et historique
- Durée : 85 minutes
- Métrage : 2391 mètres
- Date de sortie : France - 30 août 1963
- Affiche : Guy-Gérard Noël (France)

## Distribution
- Claude Giraud : le capitaine de gendarmerie Langlois
- Colette Renard : Clara, l'aubergiste du village
- Charles Vanel : le procureur du roi à la retraite
- Albert Rémy : Marcelin, le maire du village
- René Blancard : le curé
- Pierre Repp : Ravanel
- la voix de Jean Giono : la voix de l'assassin (non crédité)

## Anecdote
- François Leterrier révèle dans l'histoire du tournage que, présent lors de la post-production, Jean Giono avait prêté sa voix à l'assassin ; c'est donc la voix de l'écrivain que l'on entend à plusieurs reprises dans le film[2].